# Peter Schmeichel
Peter Bolesław Schmeichel MBE (Gladsaxe, 18 de novembro de 1963) é um ex-futebolista dinamarquês que atuava como goleiro (guarda-redes). Jogando como goleiro participou duas vezes da lista dos melhores goleiros do mundo pela IFFHS. É pai do também goleiro/guarda-redes Kasper Schmeichel.
Schmeichel celebrizou-se como o grande goleiro do Manchester United na dourada década de 1990, em que a equipe, após mais de duas décadas de decadência, se reergueu e se tornou uma das mais vitoriosas do planeta. Jogou também no rival Manchester City, saindo com uma marca excepcional dos dérbis de Manchester: com nove anos de United e um de City, jamais saiu derrotado. Nos Red Devils, ajudou a construir um tabu de catorze anos sem derrotas nos clássicos em que ele, defendendo os Citizens, estaria presente na quebra. Ele, que na Inglaterra defendeu também o  Aston Villa, detém o recorde de não levar gols em 42% dos jogos que atuou na liga inglesa.
Ao lado dos irmãos Brian e Michael Laudrup, é também considerado como um dos três maiores jogadores de futebol da história da Dinamarca. O trio não foi esquecido por Pelé quando este elaborou sua lista dos 125 maiores futebolistas ainda vivos, em 2004. Schmeichel foi o goleiro titular da conquista mais expressiva da Seleção Dinamarquesa, a Eurocopa 1992. Além disso, marcou dez gols na carreira, um deles por seu país.
É filho de uma dinamarquesa e de um polonês (daí seu sobrenome Bolesław). Nos tempos de Manchester United recebeu o apelido de The Great Dane, literalmente "O Grande Dinamarquês". A expressão, na língua inglesa, equivale também à raça de cachorro conhecida em português como dogue alemão. Sua jogada característica era o "salto estrela", abrindo braços e pernas para obter o máximo alcance possível para uma defesa. Outras características peculiares eram seus ruidosos gritos e os longos lançamentos com a mão, sendo comum ser ele o primeiro a lançar contra-ataques de suas equipes.
Como jogador, destacava-se ainda pela sua imensa presença, excelentes reflexos e intimidatória compleição física. O ex-futebolista português Paulo Futre resumiu bem a imponência de Schmeichel, ao eleger seu elenco ideal à revista FourFourTwo:
| “ | Marquei dois gols nele num jogo da Recopa Europeia pelo Atlético de Madrid em 1991. Ganhamos do Manchester United por 3–0 em casa e seguramos 1–1 no Old Trafford. Apesar de ter feito gols nele, era um monstro. Só a presença dele já assustava. | ” |

Atualmente aposentado, chegou a apresentar um programa de televisão no canal Discovery Channel, chamado Dirty Jobs (Trabalho Sujo). Seu filho Kasper Schmeichel seguiu seus caminhos e também é goleiro.

## Carreira em clubes

### O início no país-natal
Nascido próximo de Copenhaga, cresceu e iniciou a carreira na capital dinamarquesa. A vida no futebol começou ainda aos oito anos, nas divisões inferiores do Høje-Gladsaxe, mudando-se para as do Gladsaxe-Hero quatro anos depois. Pouco antes dos dezoito anos, realizou sua primeira partida como profissional, ganhando a primeira oportunidade nas últimas partidas da terceira divisão dinamarquesa, quando a equipe já estava rebaixada. O técnico que o lançou tornaria-se mais tarde seu sogro.
Embora a estreia tenha sido uma derrota por 1–0, Peter, desde já, teria recebido críticas positivas. O promissor goleiro rumou para outra equipe pequena, o Hvidovre. Como o futebol não era um esporte profissionalizado na Dinamarca, ele teve de arranjar outros empregos na época. Em 1987, suas atuações e inclusive gols chamaram a atenção de uma das grandes equipes do país, o Brøndby.
Ali, convivendo com outras celebridades do futebol dinamarquês, como John Jensen, Lars Olsen, Kim Vilfort e Brian Laudrup, ganhou quatro vezes o campeonato nacional nos cinco anos seguintes, o primeiro logo no seu ano de estreia como profissional. Schmeichel não tardou também para chegar à Seleção Dinamarquesa, figurando no grupo que foi à Eurocopa 1988.
Ainda assim, só angariou prestígio fora da Escandinávia durante a Copa da UEFA de 1990–91. O Brøndby esteve bem perto de ir à final: depois de empatar sem gols em casa, arrancava um 1–1 da Roma fora, até Rudi Völler marcar nos descontos para a equipe italiana e eliminar os nórdicos, que só chegaram nas semifinais após seu goleiro defender fora de casa duas penalidades na decisão por pénaltis contra os soviéticos do Torpedo Moscou, nas quartas-de-final. Se a campanha na competição terminou de certa forma amarga, por outro lado significou a Schmeichel uma transferência para o Manchester United.

### Manchester United
O goleiro chegou a Old Trafford pela quantia módica de 600 mil euros, em valores atuais o que seria definido pelo técnico Alex Ferguson como o "negócio do século" para o time inglês. O United não era das equipes mais poderosas: amargava uma decadência desde o início dos anos 1970 e não ganhava o campeonato inglês desde 1967, ainda nos áureos tempos de George Best, Bobby Charlton e Denis Law.
Schmeichel não demorou para se tornar um dos favoritos dos torcedores. O título inglês não veio - por quatro pontos, ficou com o rival Leeds United. Como consolação, participou da primeira conquista do United na Copa da Liga Inglesa. Após uma exuberante Eurocopa 1992, realizada ao final daquela temporada, os títulos no United lhe viriam em série. A temporada 1992–93 marcou a primeira edição da Premier League como divisão de elite inglesa. O United, quebrando um jejum de mais de 25 anos, finalmente reconquistou o campeonato com decisiva participação do goleiro, que não sofreu gols em 22 partidas. A segunda no clube foi ainda melhor: o time conseguiu sua primeira double, títulos no campeonato e na FA Cup na mesma temporada. Paralelamente, todavia, Schmeichel experimentou uma dolorosa eliminação da Dinamarca, que perdeu a vaga para a Copa do Mundo de 1994.
A temporada 1994–95 para o clube foi um oposto da anterior: o United perdeu, por um ponto, o título da Premier League para o Blackburn Rovers, e a decisão da FA Cup para o Everton. 1995–96 viu Schmeichel e o United recuperarem os troféus perdidos: o inglês, revertendo vantagem de 12 pontos do Newcastle United, e a FA Cup, batendo na decisão o arquirrival Liverpool. Nela Peter marcou seu único gol pelo United, em partida da Copa da UEFA contra os russos do Rotor Volgogrado, empatando a partida em 2–2 no Old Trafford. Embora o resultado tenha desclassificado os mancunianos (que empataram em 0 –0 na Rússia), o lance entrou para o folclore do clube.
1996–97 terminou com o quarto título do United em cinco edições de Premier League. A conquista fez do clube a segunda equipe isoladamente mais vencedora do campeonato inglês, superando os novos rivais do Arsenal, que, todavia, volta a empatar o títulos já em 1997–98, quando termina a tabela com um ponto de diferença sobre os diabos. Em compensação, veio finalmente a classificação para a Copa do Mundo.
1998–99 terminaria como a mais especial de Schmeichel. O Manchester United tornou-se o único clube inglês a faturar a treble: conquista do campeonato e copa nacionais e do mais importante torneio continental. A Premier League veio com um troco sobre o Arsenal, desta vez o superado por um ponto - e novamente deixado para trás na escala dos maiores campeões ingleses. O mesmo rival foi batido nas semifinais da FA Cup com atuação dramática de Schmeichel, que defendeu no final da partida um pênalti do cerebral Dennis Bergkamp. A partida seguiu empatada para a prorrogação, vencida com um gol redentor de Ryan Giggs. Na decisão, o título veio com um 2–0 sobre o Newcastle.
Após tantos troféus nacionais, faltava a Schmeichel um título europeu pelo United, e ele veio de forma ainda mais dramática. O Bayern de Munique sagrava-se campeão com um 1–0 até o fim do tempo regulamentar. Nos dois minutos de desconto, todavia, os ingleses conseguiram uma incrível reviravolta. Primeiro com Teddy Sheringham, que contou com a presença de Schmeichel no ataque para empatar. O goleiro logo voltou ao campo de defesa após o empate, pois muito provavelmente nem ele acreditaria que Ole Gunnar Solskjær pudesse aproveitar o que restava dos descontos para desempatar ainda no tempo normal. O vitória épica marcou a despedida de Schmeichel, que já havia acertado sua transferência para o Sporting Clube de Portugal.

### Pós-United
A trajetória vitoriosa de Schmeichel continuou: em sua primeira temporada no José Alvalade, ele faturou o campeonato português, que os Leões não conseguiam havia dezoito anos. Na segunda temporada, o Sporting ficou em terceiro. O que seria uma colocação até boa significou, curiosamente, uma marca negativa para o vencedor goleiro: pela primeira vez em quatorze anos, ele experimentava a sensação de ficar abaixo do segundo lugar em um campeonato nacional.
O contrato com o Sporting encerrou-se ao fim daquela temporada, em que ele considerou seriamente encerrar a carreira. Em julho de 2001, porém, o  Aston Villa lhe fez uma oferta. Embora tivesse deixado a Inglaterra dois anos antes, quando já tinha 36 anos, justamente por estar cansado do ritmo de jogos a cada três dias na Premier League, resolveu voltar, agora como jogador dos Villains. A temporada no clube de Birmingham rendeu-lhe apenas um oitavo lugar, mas nela Schmeichel, já famoso por acertar gols adversários com a cabeça, tornou-se o primeiro goleiro a marcar um gol na Premier League.
Novamente, parecia fadado à aposentadoria ao fim daquela temporada de 2001/02. Schmeichel, porém, esticou a carreira por mais um ano, retornando à Manchester. Porém, contratado pelo recém-promovido Manchester City, tradicional rival de sua ex-equipe. A colocação no campeonato foi ainda pior: um nono lugar, enquanto o United terminou campeão. Ainda assim, o goleiro terminou a temporada e a carreira com uma nova marca: a invencibilidade nos dérbis de Manchester. Schmeichel, que participara ativamente do tabu de quatorze anos sem derrotas que os vermelhos impuseram aos azuis, jogou justamente a partida em que os Citizens quebraram a escrita, com um 2–1 em Maine Road.
O encontro nos vestiários antes do jogo entrou para o folclore dos clássicos, com ele, como capitão do City, recebendo olhares nada amigáveis de seus ex-colegas Ryan Giggs, Paul Scholes e Ole Gunnar Solskjær, e, principalmente, por ser ignorado quando tentou cumprimentar Gary Neville. No outro dérbi da temporada, o City conseguiu arrancar um empate no Old Trafford, porém sem Schmeichel: convivendo com lesões, acabou sacado do time pouco antes do jogo, dando lugar ao reserva Carlo Nash. A dificuldade em alcançar a forma física ideal o fez decidir por encerrar definitivamente a carreira ao final daquela temporada.
Schmeichel, mesmo após a aposentadoria, permaneceu por um tempo ligado de certa forma aos Sky Blues, enquanto seu filho Kasper Schmeichel atuou na equipe.

## Seleção Dinamarquesa
Schmeichel não demorou a ser chamado para jogar pela Dinamarca após chegar ao Brøndby. Figurou como reserva de Troels Rasmussen na Eurocopa 1988. A Copa do Mundo de 1990 escapou-lhe por pouco: a Romênia classificou-se com um ponto de diferença. Os dinamarqueses, também por um ponto, não se classificaram para a Eurocopa 1992, desta vez perdendo vaga para os iugoslavos.
Devido à Guerra Civil Iugoslava, porém, a Iugoslávia acabou banida pela FIFA. A Dinamarca herdou a vaga perdida e foi à vizinha Suécia disputar o torneio como a zebra intrusa. O avanço à segunda fase já foi um espanto: após perder para os rivais suecos, os dinamarqueses venceram a favorita França de Jean-Pierre Papin e Éric Cantona, futuro colega de Schmeichel no Manchester United. Nas semifinais, enfrentaram a detentora do título, a Seleção Neerlandesa dos míticos Ruud Gullit, Frank Rijkaard e Marco van Basten.
E foi defendendo um pênalti justamente da estrela máxima, Van Basten, na decisão por penalidades, que ele garantiu um lugar na final, em que os nórdicos surpreenderam mais uma vez, vencendo por 2 x 0 a Alemanha. Dois anos depois, no entanto, teve-se a dolorosa perda da vaga na Copa do Mundo de 1994. A Dinamarca disputava duas vagas com Espanha, com quem faria confronto direto fora de casa com a vantagem do empate, e Irlanda, que enfrentaria fora de casa a rival Irlanda do Norte.
Os nórdicos atuaram a maior parte do jogo com um a mais: o goleiro Andoni Zubizarreta foi expulso após cometer falta em Michael Laudrup. O primeiro tempo terminou em 0–0, colocando a Dinamarca na primeira colocação. No segundo tempo, uma saída errada de Schmeichel em uma cobrança de escanteio acabou permitindo a Fernando Hierro fazer o único gol da partida. A combinação com o empate entre as Irlandas deixou os dinamarqueses em terceiro, empatados em pontos com a Irlanda, que se saiu melhor nos critérios de desempate, enquanto os espanhóis, conhecidos carrascos (haviam derrotado a Dinamarca na Eurocopa 1984, na Copa do Mundo de 1986 e na Eurocopa 1988), terminaram com um ponto a mais.
Defendendo o título da Euro, os dinamarqueses também não tiveram sucesso na Eurocopa 1996, fazendo feio: a eliminação veio já na primeira fase. Dois anos mais tarde, Schmeichel era um dos veteranos no time dinamarquês que fez uma bela Copa do Mundo, a única que ele disputaria. Os escandinavos só foram parados pelo Brasil, em uma partida emocionante em que ficou a impressão de que eles mereciam melhor sorte.
Outros dois anos se passaram e, na Eurocopa 2000, Schmeichel participou de seu último torneio pela Dinamarca. O país perdeu todas as partidas. Participou de quatro jogos das eliminatórias para a Copa do Mundo de 2002 ainda em 2000 e certamente estaria no mundial da Ásia (o país classificou-se), mas em 2001 optou por aposentar-se da seleção, dando lugar a Thomas Sørensen durante a campanha nas eliminatórias e também na Copa. Schmeichel despediu-se em amistoso contra a Eslovênia em abril de 2001, como o jogador que mais defendeu a Dinamarca - e com um gol feito por ela.

### Gols pela Seleção Dinamarquesa
| # | Data               | Local                                 | Oponente | Placar | Resultado Final | Competição |
| - | ------------------ | ------------------------------------- | -------- | ------ | --------------- | ---------- |
| 1 | 3 de Junho de 2000 | Parken Stadium, Copenhague, Dinamarca | Bélgica  | 2–1    | 2–2             | Amistoso   |

## Estatísticas

### Clubes
| Equipe            | Temporada         | Campeonato nacional | Campeonato nacional | Copa nacional | Copa nacional | Competições continentais | Competições continentais | Outros torneios | Outros torneios | Total | Total |
| Equipe            | Temporada         | Jogos               | Gols                | Jogos         | Gols          | Jogos                    | Gols                     | Jogos           | Gols            | Jogos | Gols  |
| ----------------- | ----------------- | ------------------- | ------------------- | ------------- | ------------- | ------------------------ | ------------------------ | --------------- | --------------- | ----- | ----- |
| Hvidovre          | 1984              | 20                  | 0                   | —             | —             | —                        | —                        | —               | —               | 20    | 0     |
| Hvidovre          | 1985              | 28                  | 6                   | —             | —             | —                        | —                        | —               | —               | 28    | 6     |
| Hvidovre          | 1986              | 30                  | 0                   | —             | —             | —                        | —                        | —               | —               | 30    | 0     |
| Hvidovre          | Total             | 78                  | 6                   | —             | —             | —                        | —                        | —               | —               | 78    | 6     |
| Brøndby           | 1987              | 23                  | 2                   | —             | —             | 2                        | 0                        | —               | —               | 25    | 2     |
| Brøndby           | 1988              | 26                  | 0                   | —             | —             | 4                        | 0                        | —               | —               | 30    | 0     |
| Brøndby           | 1989              | 26                  | 0                   | —             | —             | 2                        | 0                        | —               | —               | 28    | 0     |
| Brøndby           | 1990              | 26                  | 0                   | —             | —             | 2                        | 0                        | —               | —               | 28    | 0     |
| Brøndby           | 1991              | 18                  | 0                   | —             | —             | 10                       | 0                        | —               | —               | 28    | 0     |
| Brøndby           | Total             | 119                 | 2                   | —             | —             | 20                       | 0                        | —               | —               | 139   | 2     |
| Manchester United | 1991–92           | 40                  | 0                   | 9             | 0             | 3                        | 0                        | 1               | 0               | 53    | 0     |
| Manchester United | 1992–93           | 42                  | 0                   | 5             | 0             | 1                        | 0                        | —               | —               | 48    | 0     |
| Manchester United | 1993–94           | 40                  | 0                   | 15            | 0             | 4                        | 0                        | 1               | 0               | 60    | 0     |
| Manchester United | 1994–95           | 32                  | 0                   | 7             | 0             | 3                        | 0                        | 1               | 0               | 43    | 0     |
| Manchester United | 1995–96           | 36                  | 0                   | 7             | 0             | 2                        | 1                        | —               | —               | 45    | 1     |
| Manchester United | 1996–97           | 36                  | 0                   | 3             | 0             | 9                        | 0                        | 1               | 0               | 49    | 0     |
| Manchester United | 1997–98           | 32                  | 0                   | 4             | 0             | 7                        | 0                        | 1               | 0               | 44    | 0     |
| Manchester United | 1998–99           | 34                  | 0                   | 8             | 0             | 13                       | 0                        | 1               | 0               | 56    | 0     |
| Manchester United | Total             | 292                 | 0                   | 58            | 0             | 42                       | 1                        | 6               | 0               | 398   | 1     |
| Sporting          | 1999–00           | 28                  | 0                   | 2             | 0             | 2                        | 0                        | —               | —               | 32    | 0     |
| Sporting          | 2000–01           | 27                  | 0                   | —             | —             | 4                        | 0                        | 3               | 0               | 34    | 0     |
| Sporting          | Total             | 55                  | 0                   | 2             | 0             | 6                        | 0                        | 3               | 0               | 66    | 0     |
| Aston Villa       | 2001–02           | 29                  | 1                   | 3             | 0             | 4                        | 0                        | —               | —               | 36    | 1     |
| Aston Villa       | Total             | 29                  | 1                   | 3             | 0             | 4                        | 0                        | —               | —               | 36    | 1     |
| Manchester City   | 2002–03           | 29                  | 0                   | 2             | 0             | —                        | —                        | —               | —               | 31    | 0     |
| Manchester City   | Total             | 29                  | 0                   | 2             | 0             | —                        | —                        | —               | —               | 31    | 0     |
| Total na carreira | Total na carreira | 602                 | 9                   | 65            | 0             | 72                       | 1                        | 9               | 0               | 748   | 10    |

### Seleção Dinamarquesa
| Ano               | Copa do Mundo | Copa do Mundo | Eurocopa | Eurocopa | Qualificação Mundial | Qualificação Mundial | Qualificação Eurocopa | Qualificação Eurocopa | Amistosos | Amistosos | Total | Total |
| Ano               | Jogos         | Gols          | Jogos    | Gols     | Jogos                | Gols                 | Jogos                 | Gols                  | Jogos     | Gols      | Jogos | Gols  |
| ----------------- | ------------- | ------------- | -------- | -------- | -------------------- | -------------------- | --------------------- | --------------------- | --------- | --------- | ----- | ----- |
| 1988              | —             | —             | 2        | 0        | 2                    | 0                    | —                     | —                     | 3         | 0         | 7     | 0     |
| 1989              | —             | —             | —        | —        | 4                    | 0                    | —                     | —                     | 8         | 0         | 12    | 0     |
| 1990              | —             | —             | —        | —        | —                    | —                    | 3                     | 0                     | 7         | 0         | 10    | 0     |
| 1991              | —             | —             | —        | —        | —                    | —                    | 5                     | 0                     | 2         | 0         | 7     | 0     |
| 1992              | —             | —             | 5        | 0        | 4                    | 0                    | —                     | —                     | 3         | 0         | 12    | 0     |
| 1993              | —             | —             | —        | —        | 8                    | 0                    | —                     | —                     | —         | —         | 9[a]  | 0     |
| 1994              | —             | —             | —        | —        | —                    | —                    | 3                     | 0                     | 4         | 0         | 7     | 0     |
| 1995              | —             | —             | —        | —        | —                    | —                    | 7                     | 0                     | 1         | 0         | 8     | 0     |
| 1996              | —             | —             | 3        | 0        | 2                    | 0                    | —                     | —                     | 5         | 0         | 10    | 0     |
| 1997              | —             | —             | —        | —        | 6                    | 0                    | —                     | —                     | —         | —         | 6     | 0     |
| 1998              | 5             | 0             | —        | —        | —                    | —                    | 1                     | 0                     | 4         | 0         | 10    | 0     |
| 1999              | —             | —             | —        | —        | —                    | —                    | 7                     | 0                     | 4         | 0         | 11    | 0     |
| 2000              | —             | —             | 3        | 0        | 3                    | 0                    | —                     | —                     | 4         | 1         | 10    | 1     |
| 2001              | —             | —             | —        | —        | —                    | —                    | —                     | —                     | 1         | 0         | 1     | 0     |
| Total na carreira | 5             | 0             | 13       | 0        | 29                   | 0                    | 26                    | 0                     | 47        | 1         | 121   | 1     |

- a. ^ Inclui jogo da Copa dos Campeões CONMEBOL–UEFA.

## Títulos
Brøndby IF
- Campeonato Dinamarquês : 1987, 1988, 1990, 1991
- Copa da Dinamarca: 1988–89

Manchester United
- Supercopa da UEFA: 1991
- Copa da Inglaterra: 1993–94, 1995–96, 1998–99
- Premier League: 1992–93, 1993–94, 1995–96, 1996–97, 1998–99
- Copa da Liga Inglesa: 1991–92
- Supercopa da Inglaterra: 1993, 1994, 1996, 1997
- Liga dos Campeões da UEFA: 1998–99

Sporting CP
- Campeonato Português: 1999–00
- Supertaça Cândido de Oliveira: 2000

Aston Villa
- Copa Intertoto da UEFA: 2001

Seleção Dinamarquesa
- Eurocopa: 1992

### Prêmios individuais
- Det Gyldne Bur (Goleiro Dinamarquês do Ano): 1987, 1988, 1990, 1992
- Futebolista Dinamarquês do Ano: 1990, 1993, 1999
- Equipe do torneio da Eurocopa: 1992
- Goleiro do Ano da UEFA: 1992, 1993, 1998
- Melhor Goleiro do Mundo pela IFFHS: 1992, 1993
- Equipe do Ano PFA da Premier League: 1992–93
- Jogador do Ano da Premier League: 1995–96
- Melhor Goleiro do Ano da UEFA: 1997–98
- Hall da Fama do Futebol Inglês: 2003
- Equipe do Século PFA (1907–2007)
  - Equipe do Século PFA (1997–2007)
- FIFA 100
- Hall da Fama do Futebol Dinamarquês
- Football League 100 Legends